# Trojanów (Garwolin)
Pour les articles homonymes, voir Trojanów.
Trojanów (prononciation : [trɔˈjanuf]) est un village polonais de la gmina de Trojanów dans le powiat de Garwolin de la voïvodie de Mazovie dans le centre-est de la Pologne.
Il est le siège administratif de la gmina appélée gmina de Trojanów.
Il se situe à environ 27 kilomètres au sud-est de Garwolin (siège du powiat) et à 81 kilomètres au sud-est de Varsovie (capitale de la Pologne).
Le village possède une population de 686 habitants en 2006.

## Histoire
De 1975 à 1998, le village appartenait administrativement à la voïvodie de Siedlce.